# ترگو بوژور
شهر ترگو بوژور (به رومانیایی: Târgu Bujor) در شهرستان گلتس در کشور رومانی واقع شده‌است. جمعیت این شهر ۸٬۰۴۴ نفر  است.